# Holme Å
Holme Å er en ca. 41 km lang å der er et tilløb til Varde Å. Den har sit udspring ved byen Bække mellem Billund og Vejen, og løber mod vest, og løber sammen med Varde Å syd for byen Sig, nordvest for Varde. En del af åen har siden 1921 fra Hostrup Stemmeværk været ledt ind i en kanal der fører til den kunstige elværkssø Karlsgårde Sø. Dette betyder, at der ikke kommer ret mange havørreder og laks i Holme Å, men der arbejdes på en plan om at genoprette åen.
I 2019 lykkes det, med hjælp fra bl.a. Aage V. Jensen Naturfond og Den Danske Naturfond at skabe en finansiering på 20 millioner kroner til at gennemføre projektet. Den restaurerede del af åen, en strækning på 12 kilometer, blev åbnet og indviet 12. oktober 2021.

## Galleri
- Kyst til Kyst Stien ved ådalen vest for Hovborg
- Tidligere vandmølle i Hovborg
- Gangbro over åen i det fredede areal
- Syd for Baldersbæk står Treherredsstenen lige på åens bred